# Вітторіо-Емануеле (станція метро)
41°53′40″ пн. ш. 12°30′15″ сх. д. / 41.89444° пн. ш. 12.50417° сх. д.
Вітторіо-Емануеле (італ. Vittorio Emanuele) — станція лінії А Римського метрополітену. Відкрита 16 лютого 1980 році у першій черзі лінії А (від Ананьїна до Оттавіано).
Розташована під площею Віктора Еммануїла II, район Есквіліно
Є станцією з двома окремими тунелями, в кожному з яких знаходиться окрема платформа.

## Пам'ятки
Поблизу станції розташовані:
- площа Віктора Еммануїла II[en]
- Сади Мецената[en]
- Базиліка Санта Марія Маджоре
- Театр Амбра Йовінеллі[en]
- Храм Мінерви Медики[en]
- Санта-Кроче-ін-Джерусалемме
- Порта-Маджоре
- Підземна базиліка поблизу Порта-Маджоре
- Мавзолей Еврисака[en]
- Санта-Прасседе
- Національний музей східного мистецтва

## Пересадки
- Автобуси: 105, 360, 590, 649.
- Трамвай: 5, 14.